# Norderstapel
Norderstapel (dänisch: Nørre Stabel) ist ein Ortsteil der Gemeinde Stapel im Kreis Schleswig-Flensburg in Schleswig-Holstein.

## Geographie
Norderstapel liegt in der Landschaft Stapelholm auf einem lang gestreckten Geestrücken zwischen Eider, Sorge und Treene. Durch ihren friesisch beeinflussten Baustil hebt sich diese Region vom Rest des Kreisgebiets ab.

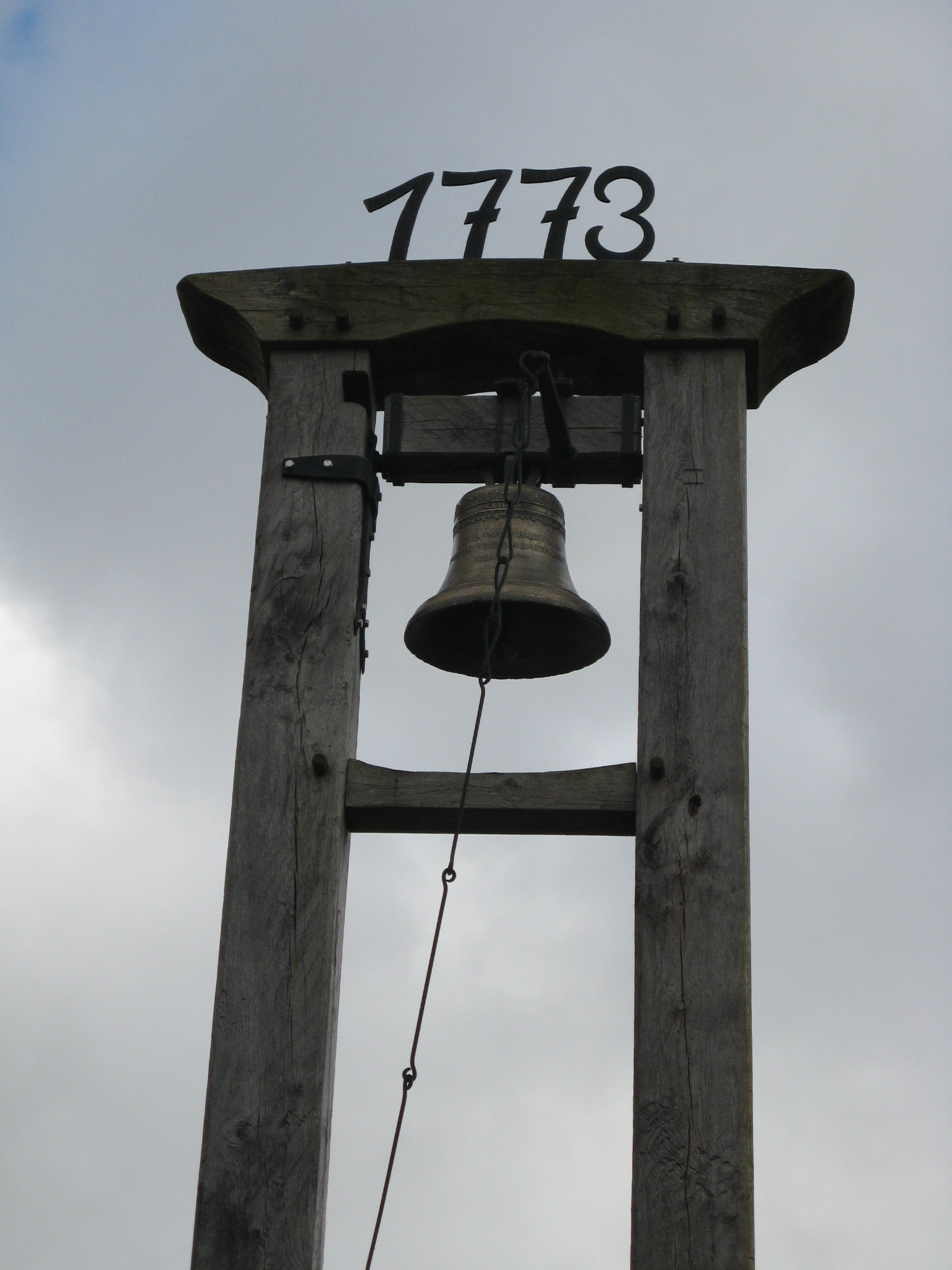
Bauernglocke

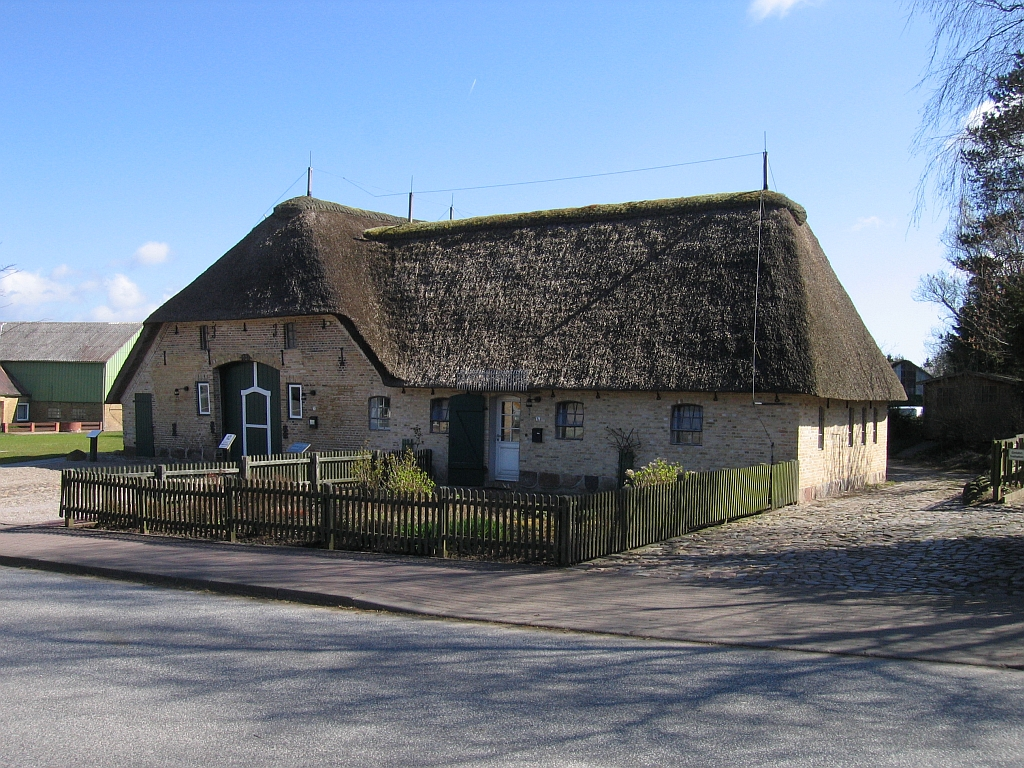
Jönshaus

## Geschichte
Die Gemeinde feierte 2012 ihr 550-jähriges Bestehen, da sie erstmals 1462 in einem Zinsbuch des Bischofs von Schwabstedt erwähnt wurde. Der Hof Jöns, der den kulturellen Mittelpunkt des Ortes bildet und nachweislich 1526 errichtet wurde, ist das zweitälteste Gebäude im Ort. Die für die Stapelhomer Dörfer typische Bauernglocke wurde in Norderstapel im Jahr 1773 errichtet.
Von 1901 bis 1934 besaß Norderstapel einen Haltepunkt und einen Bahnhof an der Strecke Schleswig–Friedrichstadt der Schleswiger Kreisbahn, von 1910 bis 1974 einen Bahnhof an der Reichsbahn- bzw. Bundesbahnstrecke Rendsburg–Husum.
Zum 1. März 2018 fusionierten die Gemeinden Süderstapel und Norderstapel zur Gemeinde Stapel. Über die Zusammenlegung entschieden die Bürgerinnen und Bürger bei einem Bürgerentscheid am 24. September 2017, der gleichzeitig mit der Bundestagswahl stattfand. Die Zustimmung lag in beiden Gemeinden bei ca. 60 %.

## Politik

### Ehemalige Gemeindevertretung
Von den elf Sitzen in der Gemeindevertretung hatte die SPD nach der Kommunalwahl 2008 sechs Sitze, die CDU vier Sitze und die Wählergemeinschaft AWG einen Sitz.
Bei den Kommunalwahlen am 26. Mai 2013 erhielt die SPD 50,1 % und fünf Sitze. Die CDU kam auf 35,6 % und vier Sitze. Die AWG errang 14,3 % und zwei Sitze. Die Wahlbeteiligung betrug 62,2 %.

### Ehemalige Bürgermeister
Letzter Bürgermeister war seit 2003 bis zur Gemeindefusion 2018 Rainer Rahn (SPD). Dieser hatte das Amt von Peter Giese (SPD) übernommen.

### Wappen
Blasonierung: „Unter dreimal eingebogenem goldenen Schildhaupt in Grün ein aufrechter, kurzer, oben und unten mit einem Knauf abschließender, in der Mitte sich verdickender goldener Stab, der mit seiner unteren Hälfte einen silbernen Wellenbalken überdeckt.“
Die goldene „Mörserkeule“, die auch als „Säule der Gerichtsbarkeit“ definiert wird, weist darauf hin, dass in der Gemeinde ehemals eine Gerichtsstätte war. Diese „Mörserkeule“ prägt auch das Wappen der Gemeinde Süderstapel. Mit der Verwendung dieses Symbol möchte die Gemeinde Norderstapel ihre außerordentliche enge räumliche, kulturelle und gesellschaftspolitische Verbundenheit mit Süderstapel zum Ausdruck bringen. Der Dreiberg im Schildhaupt symbolisiert den „Twiebarg“, eine charakteristische Binnendüne, welche die kuppige Silhouette der Landschaft um den Ort prägt. Der grüne Hintergrund bezieht sich auf die Niederungsgebiete der umgebenden Flusslandschaft, der silberne Wellenbalken symbolisiert die Treene, die das Gemeindegebiet nach Norden und Westen begrenzt.

## Wirtschaft
Der Ort ist überwiegend landwirtschaftlich geprägt. Seit 1999 ist Norderstapel Standort einer Rettungswache, seit dem 1. Juli 2021 sind dort 2 Rettungswagen stationiert.

## Sehenswürdigkeiten
In der Liste der Kulturdenkmale in Stapel (Kreis Schleswig-Flensburg) stehen die in der Denkmalliste des Landes Schleswig-Holstein eingetragenen Kulturdenkmale.

## Söhne und Töchter des Ortes
- Joachim von der Lieth (1904–1947), deutscher Landwirt und Politiker (SPD)
- Manfred Jessen-Klingenberg (1933–2009), Landeshistoriker, Lehrer und Hochschullehrer[7]